# Музеј Прадо
Музеј Прадо (шп. Museo del Prado) је шпански народни музеј уметности који се налази у Мадриду. Музеј поседује једну од најбољих светских колекција уметничких слика.
У Музеју Прадо се налазе важне колекције европске уметности коју по подацима из фебруара 2017. године, чини више од 35.000 уметничких и других предмета. Око 8.045 слика, око 1.000 склуптура и око 9.561 цртеж, 5.973 графичка отиска, 34 графичке матрице, 2.155 кованих новчића, ордена и медаља и скоро 1.155 украсних предмета и других декоративних уметничких дела, преко 15.000 фотографија, 4 рукописане књиге и 155 ручно цртаних и графички отиснутих мапа. Музеј је примио 2,8 милиона посетилаца 2012. године. Он је један од највећих музеја у Шпанији.
Најпознатији рад у музеју су Веласкезове Младе племкиње. Веласкез и његово оштро око и сензибилитет су такође били одговорни за довођење великог дела музејске колекције италијанских мајстора у Шпанију, сада највећу изван Италије.
Због ендемских ограничења простора, у музеју је излаган избор најквалитетнијих дела (њих око 900). Са проширењем капацитета које је спроведено под управом Рафаела Монеа, инаугурисано 2007. године, било је предвиђено да ће изложена селекција дела порасти за 50%, са још 450 уметничких дела. Поред тога, 2018. године собе северног атика су поново отворене, након чега је укупни број изложених предмета порастао на око 1.700, а када се доврши реконструкција Дворане краљевстава, у њој ће се изложити између 250 и 300 слика. Музеј планира проширење од 16% у оближњој Дворани краљевстава, предвиђене за отварање током 2019. године.
Као и други велики европски музеји, као што су Лувр у Паризу и Уфици у Фиренци, Прадо дугује своје порекло хобију колекционарства владајућих краљевских династија кроз период од неколико векова. Укупна збирка Прада одражава личне укусе шпанских краљева и њихову мрежу савеза, али и политичких непријатељстава, што је чини једном асиметричном збирком, ненадмашном у броју и квалитету дела одређених уметника и стилова, док је у другим ограничена. Тек од двадесетог века тежи се, са неједнаким резултатима, решавању проблема најочигледнијих недостатака збирке.

## Историја
Музеј Прадо је основао Фернандо VII у Мадриду 1818. године, а за јавност је први пут отворен 19. новембра 1819. године, под називом „Краљевски музеј сликарства Прадо”. Изложена дела сакупљана су преко 300 година и потичу из различитих уметничких збирки краљева Шпаније које су припадале династијама Хабзбурга и Бурбона. Након прогона Изабеле II 1868. године, музеј мења име у „Национални музеј Прадо”. Године 1872. музеј је у своју богату колекцију уврстио бројна нова уметничка дела која су до тада била у поседу шпанских манастира. Посебно су занимљиве изванредне колекције слика Ел Грека, Франсиска Гоје као и многих других шпанских мајстора какви су били Дијего Веласкез, Хосе де Рибера, Франсиско Зурбаран и Бартоломео Естебан Муриљо. Прадо поседује и богату збирку скулптура античке Грчке и Рима, као и бројна ремек дела фламанских и италијанских мајстора, међу којима се истичу дела Хијеронима Боша.
Зграду у којој се налази музеј Прадо првобитно је замислио Јосе Моњино и Редондо, гроф Флоридабланке и први државни секретар краља Карлоса III, као Краљевски кабинет природне историје, у оквиру низа научних институција замишљених за ново доба просветитељства. За тај циљ, Карлос III је имао једног од својих омиљених архитекти, Хуана Виљануеву, такође аутора суседног ботаничког врта и астрономске опсерваторије, с којом је учинила групу познату као „брежуљак наука”.
Архитектонски пројекат садашње пинакотеке Карлос III је одобрио 1786. године. То је био врхунац каријере Виљануеве и један од врхунаца шпанског неокласицизма, мада, и с обзиром на дуготрајност радова и накнадне трошкове, коначни резултат донекле одступа од почетног пројекта. Грађевински радови су спроведени током владавине Карлоса III и Карлоса IV, и зграда је била практично завршена на почетку 19. века. Али, долазак француских трупа у Шпанију и рат за независност оставили су свој траг на њој; коришћена је у војне сврхе (као касарна коњице) и у то време практично сведена на рушевину; оловне плоче кровова су топљене за производњу метака.
Након свргавања Изабеле II 1868. године, музеј је национализован и добио је ново име „Мусео дел Прадо“. У згради је била смештена краљевска колекција уметности и убрзо се зграда показала премалом. Прво проширење музеја извршено је 1918. Од настанка Мусео дел Прадо више од 2.300 слика инкорпорирано је у његову колекцију, као и бројне скулптуре, графике, цртежи и уметничка дела путем завештања, донација и откупа, које чине већину нових набавки. Бројна завештања обогатила су фондове музеја, као што је изузетна колекција медаља коју је музеју оставио Пабло Бош; цртежи и предмети декоративне уметности које је оставио Педро Фернандез Дуран, као и Ван дер Вејденово ремек дело, Дуран Мадона; и Рамон де Еразу завештање слика из 19. века. Нарочито важне донације укључују Гојине Црне слике које су поклон Барона Емила д'Ерланжера из 1881. године. Међу бројним делима која су ушла у колекцију куповином су изузетна дела набављена последњих година, укључујући два Ел Грекова дела, Бајна и Лет у Египат, купљена 1993. и 2001. године, Гојина Грофица од Чинчона купљена 2000. године, Веласкезов Портрет Фердинанда Бранданија, стечен 2003. године, Бригелово Вино Светог Мартина купљена 2010. и Фра Анђеликова Мадона од нара 2016. године.
Између 1873. и 1900. Прадо је помогао украшавање градских скупштина, нових универзитета и цркава. Током Друге шпанске републике од 1931. до 1936. године фокус је био на развоју покрајинских музеја. Током Шпанског грађанског рата, на препоруку Лиге народа, особље музеја је уклонило 353 слике, 168 цртежа и Дофиново благо и послало те уметничке предмете у Валенсију, затим у Ђирону и на крају у Женеву. Уметнички предмети су враћена преко француске територије ноћним возовима у музеј након почетка Другог светског рата. Током првих година диктатуре Франсиска Франка, многе слике су послате у амбасаде.
Године 1993, проширење које је предложио тадашњи директор Прада, Фелипе Гарин, брзо је напуштено након таласа критика. Крајем 1990-их, радови на крову вредни 14 милиона долара условио је да Веласкезово ремек-дело Лас Менинас да два пута промени галерију. Године 1998, Прадова доградња у оближњем Касон дел Буен Ретиро затворена је због двогодишњег ремонта вредног 10 милиона долара који је укључивао три нова подземна нивоа. Године 2007, музеј је коначно реализовао пројекат Рафаела Монеа да прошири свој изложбени простор на 16.000 квадратних метара, надајући се да ће годишњи број посетилаца повећати са 1,8 милиона на 2,5 милиона.
Фоаје са стакленим кровом и клинасти фоаје сада садржи музејске продавнице и кафетерију, чиме су уклоњене из главне зграде како би се направило више простора за галерије. Манастир Јеронима из 16. века уклоњен је камен по камен да би се направили темељи зарад повећане стабилности околних зграда и биће поново састављен у продужетку новог музеја. Било је неопходно да се користе хидрауличне дизалице како би се спречило падање зидова подрума током изградње. Проширење је подземна зграда која повезује главну зграду са другим потпуно реконструисаним објектом.
У новембру 2016. године је објављено да британски архитекта Норман Фостер, у заједничком пројекту са Карлосом Рубиом Карвахалом, треба да реновира Дворану царстава, која је некада била део палате Буен Ретиро, и да је трансформише у продужетак Прада вредан 32 милиона долара. Музеј је објавио избор Фостера и Рубија након што је жири прегледао предлоге осам финалиста такмичења – укључујући Дејвида Чиперфилда, Рема Кулхаса и Едуарда Соуто де Муру – који су већ били у ужем избору са почетне листе од 47 међународних тимова архитеката. Ту зграду је купио Прадо 2015. године, након што је служила као војни музеј до 2005. Пројекат је осмишљен тако да Прадо добије око 61.500 квадратних стопа додатног расположивог простора, од чега ће око 27.000 квадратних стопа бити искоришћено за излагање радова. Тек 2021. године шпанска влада је одобрила планове и доделила пројекту 36 милиона евра.

## Занимљивости
- На шпанском језику "prado" значи ливада.

## Галерија најпознатијих експоната
- Хијеронимус Бош: Врт уживања
- Албрехт Дирер: Аутопортрет
- Дијего Веласкез: Младе племкиње
- Дијего Веласкез: Предаја Бреде
- Тицијан: Карло V у бици код Милберга
- Ел Греко: Витез са руком на грудима
- Каравађо: Давид и Голијат
- Антонис ван Дајк: Ендимион Портер и ван Дајк
- Ел Греко: Христос носи крст
- Франсиско Гоја: Обучена Маха (Маја)
- Рафаел: Портрет кардинала
- Франсиско Гоја: Породица Карлоса IV